# Каролюв (Свентокшиське воєводство)
Каролюв (пол. Karolów) — село в Польщі, у гміні Міхалув Піньчовського повіту Свентокшиського воєводства.
Населення — 55 осіб (2011).
У 1975—1998 роках село належало до Келецького воєводства.

## Демографія
Демографічна структура на день 31 березня 2011 року:
|          | Загалом | Допрацездатний вік | Працездатний вік | Постпрацездатний вік |
| -------- | ------- | ------------------ | ---------------- | -------------------- |
| Чоловіки | 26      | 2                  | 18               | 6                    |
| Жінки    | 29      | 5                  | 12               | 12                   |
| Разом    | 55      | 7                  | 30               | 18                   |